# Mine de Channar
 (mars 2025).
Si vous disposez d'ouvrages ou d'articles de référence ou si vous connaissez des sites web de qualité traitant du thème abordé ici, merci de compléter l'article en donnant les références utiles à sa vérifiabilité et en les liant à la section « Notes et références ».
La mine de Channar est une mine à ciel ouvert de fer située dans les monts Hamersley dans la région de Pilbara en Australie-Occidentale. La mine a produit en 2011 11 millions de tonnes de minerai de fer.